# Sphaerocarpales
Sphaerocarpales är en ordning av bladmossor. Sphaerocarpales ingår i klassen levermossor, divisionen bladmossor och riket växter. Enligt Catalogue of Life omfattar ordningen Sphaerocarpales 8 arter.
Kladogram enligt Catalogue of Life:
| Sphaerocarpales | \| \| Riellaceae \| \| \| \| \| \| Sphaerocarpaceae \| \| \| \| |
|                 | \| \| Riellaceae \| \| \| \| \| \| Sphaerocarpaceae \| \| \| \| |
|                 | Blasiales                                                       |
|                 |                                                                 |
|                 | Lunulariales                                                    |
|                 |                                                                 |
|                 | Marchantiales                                                   |
|                 |                                                                 |
|                 | Neohodgsoniales                                                 |
|                 |                                                                 |
|                 | Riellaceae                                                      |
|                 |                                                                 |
|                 | Sphaerocarpaceae                                                |
|                 |                                                                 |

|  | Riellaceae       |
|  |                  |
|  | Sphaerocarpaceae |
|  |                  |

## Bildgalleri

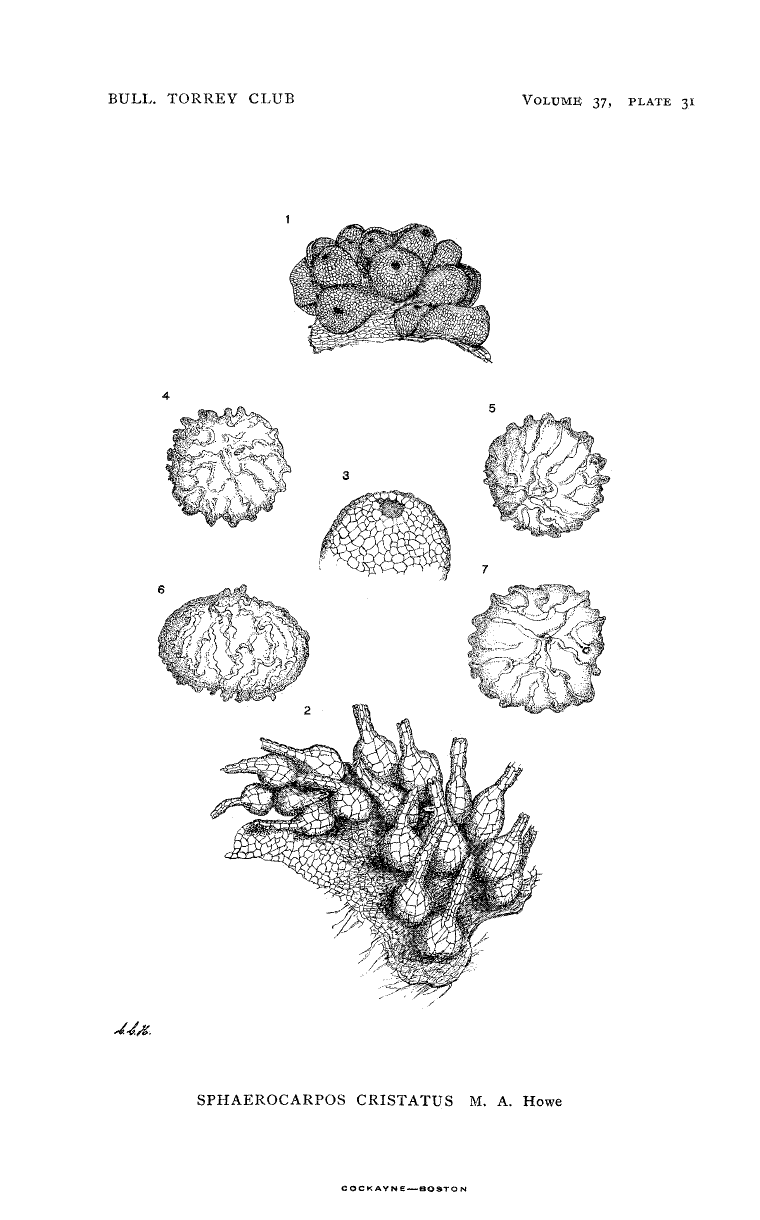
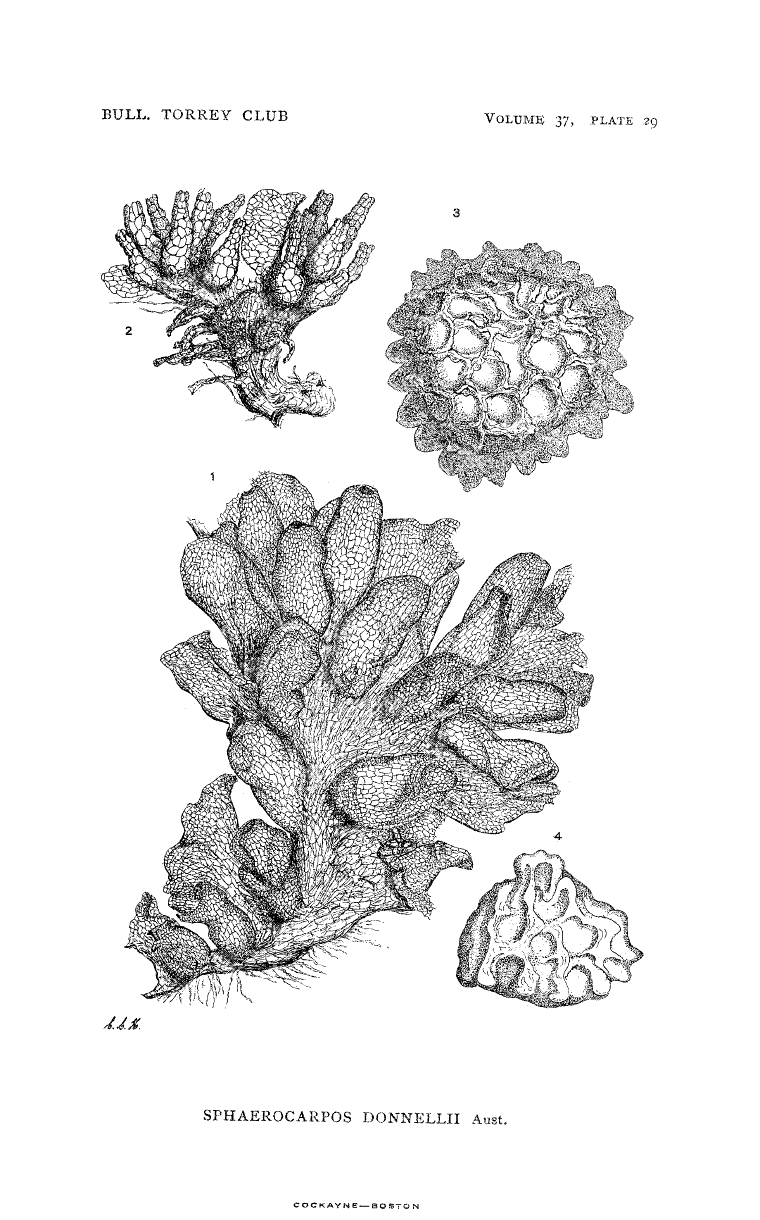
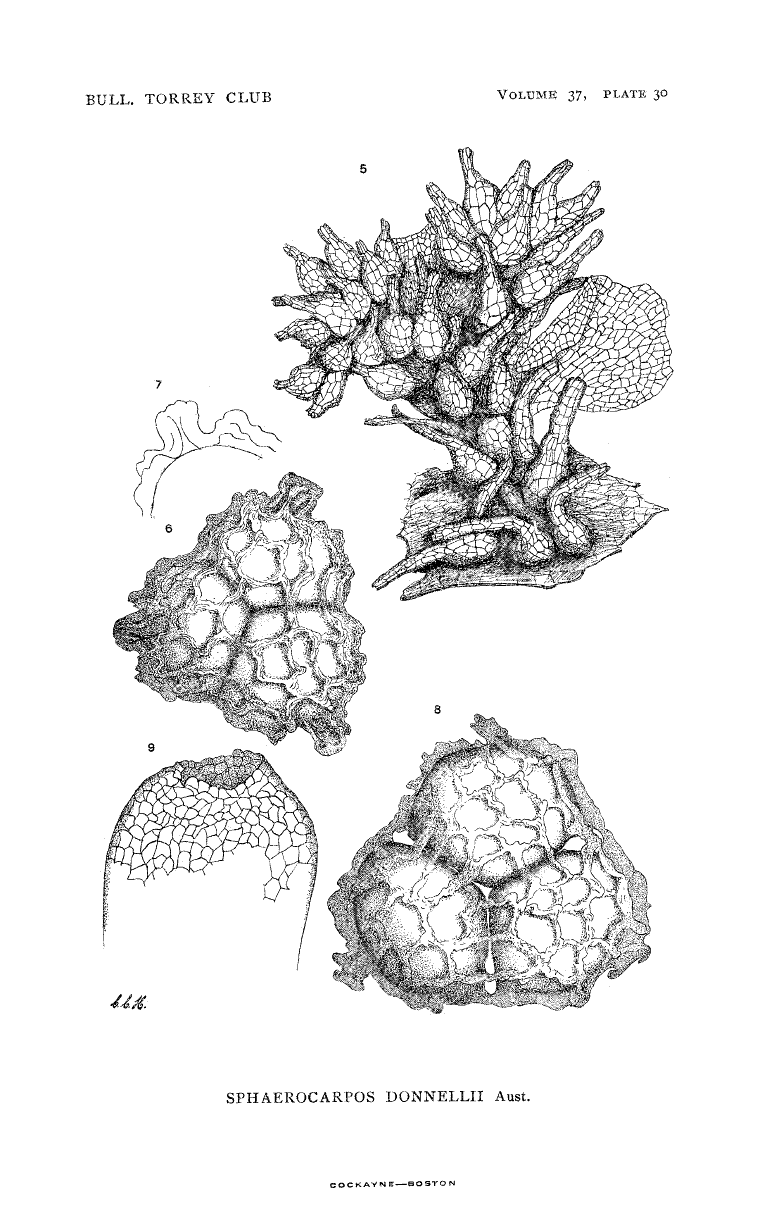
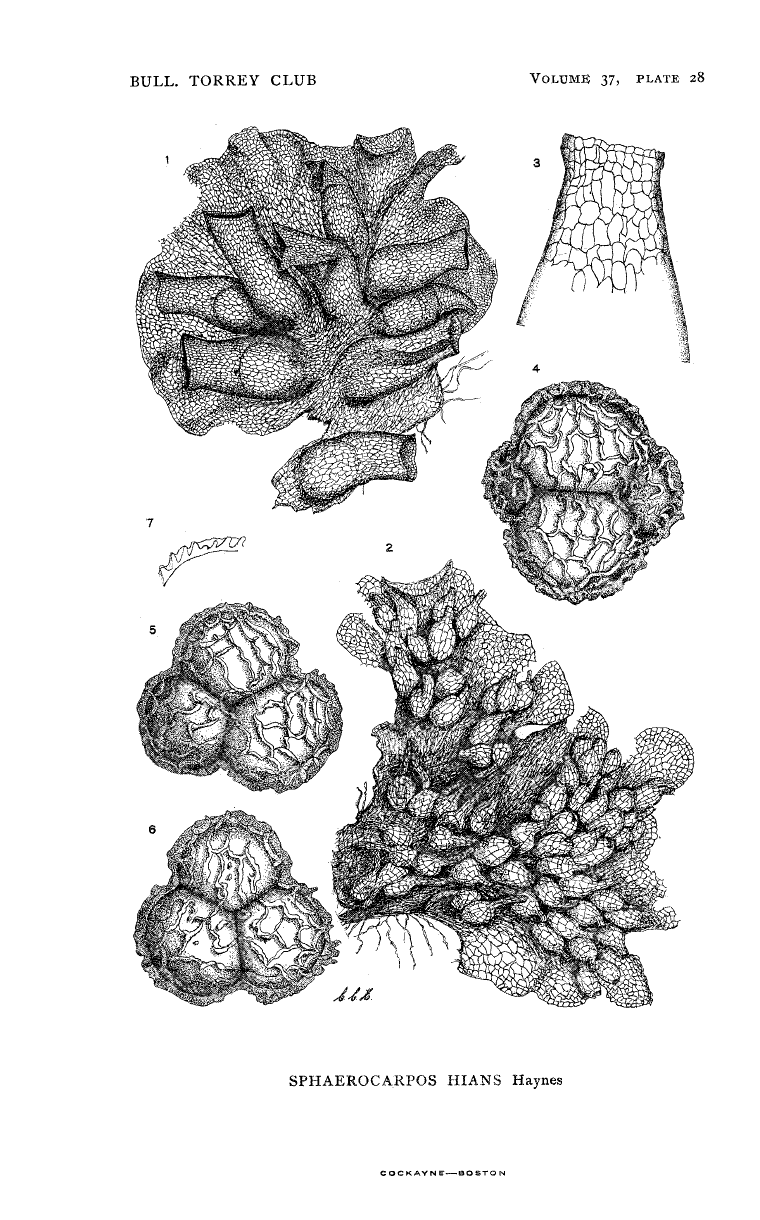
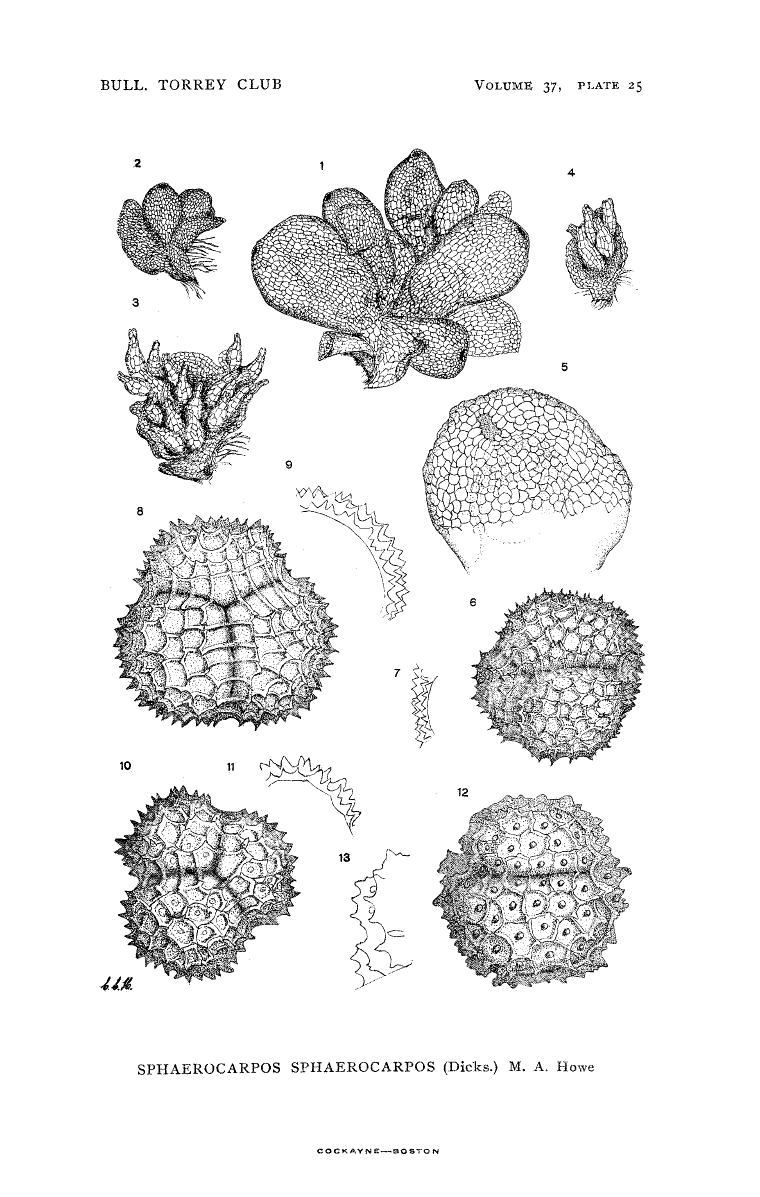
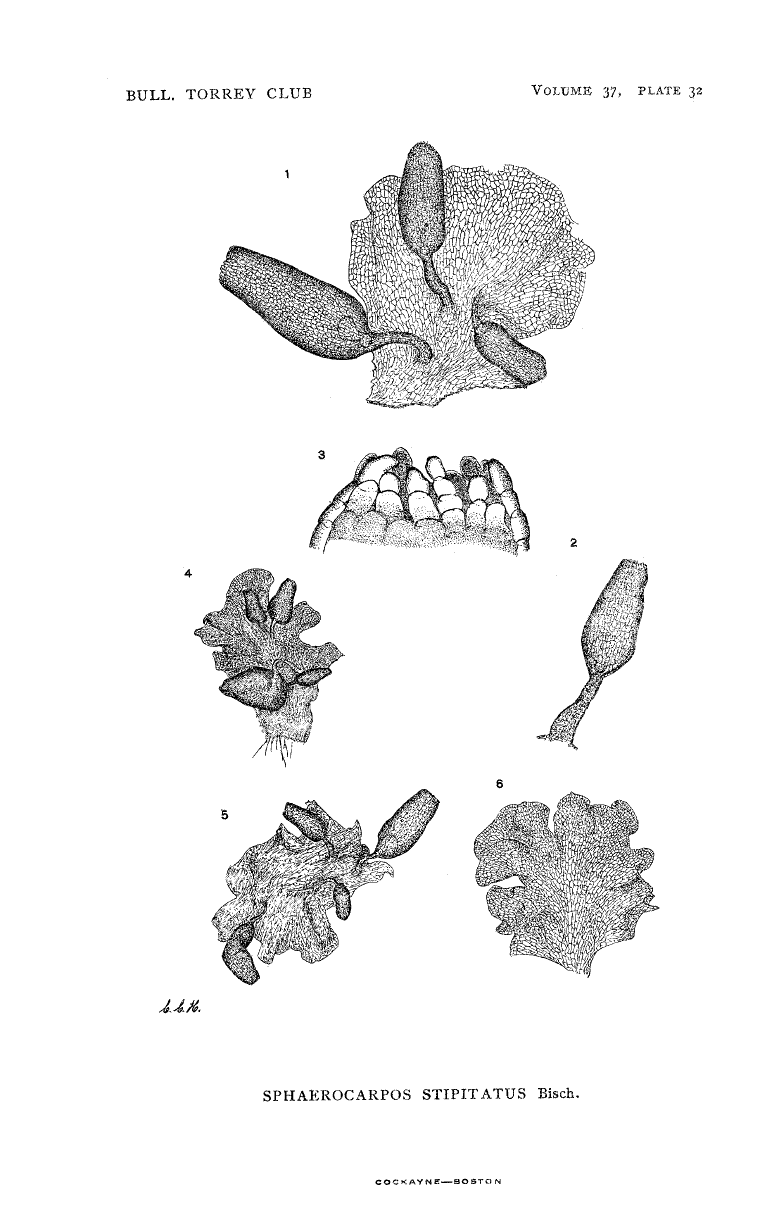